# Zadie Smithová
Zadie Smith (* 25. října 1975) je britská spisovatelka. V roce 2003 byla zapsána na seznam literárního časopisu Granta mezi dvacet nejlepších mladých autorů.

## Životopis

### Mládí
Narodila se jako Sadie Smith v Brentu, rozsáhlé oblasti obývané pracující třídou na severozápadě Londýna. Její matka Yvonne McLean pocházela z Jamajky (do Anglie se přestěhovala v roce 1969) a otec Harvey Smith byl Angličan (Zadiina matka byla jeho druhou ženou). Má nevlastní sestru a bratra a dva mladší sourozence, rappera a komika Doca Browna a taktéž rappera Luca Skyze. Jako malou ji bavilo stepování, později jako dospívající zvažovala kariéru muzikálové herečky a na univerzitě si vydělávala jako jazzová zpěvačka a toužila se stát spisovatelkou.
Její rodiče se rozvedli, když byla teenager. Ve věku čtrnácti let si změnila jméno na "Zadie". Navzdory dřívějším různorodým ambicím se literatura ukázala být jejím hlavním zájmem.

### Vzdělání a kariéra
Navštěvovala místní státní školy, Malorees Junior School a Hampstead Comprehensive School a později King's College na Cambridgeské univerzitě, kde studovala anglickou literaturu. V Cambridgi vydala několik krátkých povídek ve studentské sbírce nazvané May Anthologies. Tyto povídky upoutaly pozornost vydavatele, který jí nabídl smlouvu na první román. Rozhodla se kontaktovat literárního agenta a dostala se pod křídla Wylie Agency na základě pouhé první kapitoly.
Román Bílé zuby byl představen veřejnosti v roce 1997, tedy dávno před tím, než byl dokončen. Na základě částečně dokončeného rukopisu odstartovala aukce, ve které se o práva utkala různá nakladatelství. Tuto aukci vyhrálo nakladatelství Hamish Hamilton. Román Bílé zuby dokončila během svých posledních let v Cambridgi a román se stal okamžitě po vydání v roce 2000 bestsellerem. Bílým zubům se dostalo mezinárodního uznání a byl ověnčen několika cenami. Český literární časopis A2 tento román zařadil mezi nejlepší světové prózy po roce 2000. V televizi Channel 4 se v roce 2002 objevila jeho adaptace. Působila také jako "externí spisovatelka" v ICA v Londýně a následně vydala jako šéfredaktorka soubor povídek o sexu s názvem Piece of Flesh.
V rozhovorech přiznala, že humbuk kolem jejího prvního románu jí způsobil krátké období spisovatelského bloku. Její druhý román Sběratel autogramů (2002) byl nicméně komerčním úspěchem, i když kritika už nebyla tak jednohlasně pozitivní jako v případě Bílých zubů.
Po vydání Sběratele autogramů navštívila Spojené státy, kde v letech 2002 – 2003 působila na Harvardově univerzitě. Začala pracovat na dosud nevydané knize esejů The Morality of the Novel, ve které se zaměřila na vybrané spisovatele 20. století z hlediska morální filozofie.
Další román O kráse (vydán v září 2005) je zasazen do prostředí Bostonu a získal větší uznání než Sběratel podpisů. Byl také zařazen do užšího výběru uchazečů o Man Bookerovu cenu a v roce 2006 vyhrál Orangeovu cenu za beletrii.
V prosinci 2008 byla hostující editorkou BBC Radio 4 Today Programme.
Učila beletrii na Columbia University School of the Arts a 1. září 2010 se stala doživotní profesorkou beletrie na New York University.

### Soukromý život
Se svým budoucím manželem Nickem Lairdem se setkala na Cambridgeské univerzitě. Vzali se v roce 2004 v Cambridgi v kapli King's College. Román O kráse věnovala "mému milému Lairdovi". V letech 2006 – 2007 žili manželé v Římě a nyní žijí střídavě v New Yorku a Londýně. Mají spolu dvě děti, Katherine a Harveyho.

## Dílo

### Krátké povídky
- "Mirrored Box" v The May Anthology of Oxford and Cambridge Short Stories (1995)
- "The Newspaper Man" v The May Anthology of Oxford and Cambridge Short Stories (1996)
- "Mrs. Begum's Son and the Private Tutor" v The May Anthology of Oxford and Cambridge Short Stories (1997)
- "Picnic, Lightning" v The May Anthology of Oxford and Cambridge Short Stories (1997)
- "Stuart" v The New Yorker Winter Fiction Issue 1999.
- "The Girl with Bangs" v Timothy McSweeney's Quarterly Concern, vydání 6, 2001.
- "The Trials of Finch" v The New Yorker Winter Fiction Issue 2002.
- "Martha, Martha" v Granta 81: Ti nejlepší z mladých britských spisovatelů (2003)
- "Hanwell in Hell" v The New Yorker 27. září 2004.
- "Hanwell Snr" v The New Yorker 14. května 2007; vydáno v knize The Book of Other People (2007)

### Romány
- Bílé zuby (2000)
- Sběratel autogramů (2002)
- O kráse (2005)
- Severozápad (2012)
- Swing Time (2016)

### Editované sbírky
- Piece of Flesh (2001), sbírka krátkých erotických povídek spolu s Darenem Kingem, Tobym Littem and Mattem Thornem.
- The Book of Other People (2007)